# 大字則松
大字則松（おおあざのりまつ）は福岡県北九州市八幡西区の大字。住居表示未実施。郵便番号は807-0831。

## 地理
八幡西区の北部西側に位置し、北から東に大字陣原、東に大字穴生、南に北筑、南西に大字永犬丸，八枝、西から北西に則松、北西に則松東と接する。

### 河川
- 二級河川 金山川

### 湖沼
- 栃木上池
- 栃木下池
- 氏田谷上池
- 氏田谷下池

## 地域の特徴
かつて遠賀郡則松村と呼ばれていた地域のうち、宅地化されずに残った部分である。西縁に沿って金山川が北西流する。町域の東側は山林であり、瀬板の森公園の一部となっている。西側には水田が広がる。南西部に毘沙門堂がある。

## 歴史
かつて則松村の枝郷の氏田村とも呼ばれていた地域である。かつては則松地区の金山川流域には水田が広がっていたが、2022年現在、水田がまとまって残っているのはこの地域だけである。大字則松の字、栃の木，氏田谷がそれぞれ池の名前として残っている。

### 沿革
- 1878年（明治11年）11月1日 - 郡区町村編制法の福岡県での施行により、行政区画としての遠賀郡が発足。遠賀郡則松村となる。
- 1889年（明治22年）4月1日 - 町村制施行により、永犬丸村、則松村、本城村、折尾村、陣原村の5村が合併し、洞南（くきなみ）村が発足。則松村は洞南村大字則松となる。
- 1904年（明治37年）7月1日 - 洞南村が改称し、折尾村が発足。洞南村大字則松は折尾村大字則松となる。
- 1918年（大正7年）12月15日 - 折尾村が町制施行し、折尾町が発足。折尾村大字則松は折尾町大字則松となる。
- 1944年（昭和19年）12月8日 - 折尾町が八幡市に編入。折尾町大字則松は八幡市大字則松となる。
- 1963年（昭和38年）2月1日 - 八幡市、戸畑市、小倉市、若松市、門司市の5市が合併し、北九州市が発足。八幡市大字則松は北九州市八幡区大字則松となる。
- 1963年（昭和38年）4月1日 - 北九州市が政令指定都市に指定され、八幡区、戸畑区、小倉区、若松区、門司区の5区を設置。北九州市八幡区大字則松は北九州市八幡区大字則松となる。
- 1974年（昭和49年）4月1日 - 八幡区が八幡西区と八幡東区に分かれ、北九州市八幡区大字則松は北九州市八幡西区大字則松となる[4]。
- 1974年（昭和49年）4月1日 - 大字則松の一部が則松一丁目 - 二丁目になる[5]。
- 1977年（昭和52年）6月1日 - 大字則松の一部が泉ケ浦一丁目，大膳一丁目，則松三丁目 - 則松七丁目になる[6]。
- 1979年（昭和54年）6月1日 - 大字則松の一部が瀬板二丁目になる。大字則松の一部が則松五丁目に編入する[7]。
- 1989年（平成元年）6月1日 - 大字則松の一部が泉ケ浦三丁目に編入する[8]。
- 1991年（平成3年）6月1日 - 大字則松の一部が松寿山一丁目 - 三丁目になる[9]。
- 1994年（平成6年）6月1日 - 大字則松の一部が泉ケ浦一丁目，則松六丁目に編入する[10]。
- 1995年（平成7年）6月1日 - 大字則松の一部が松寿山三丁目に編入する[11]。
- 1999年（平成11年）6月1日 - 大字則松の一部がさつき台一丁目になる。[12]。
- 2001年（平成13年）6月1日 - 大字則松の一部がさつき台二丁目になる。[13]。
- 2002年（平成14年）6月1日 - 大字則松の一部が北筑一丁目・三丁目になる。[14]。
- 2012年（平成24年）6月1日 - 大字則松の一部が則松東一丁目，二丁目になる[15]。

## 世帯数と人口
2025年（令和7年）3月31日現在（北九州市発表）の世帯数と人口は以下の通りである。
| 大字     | 世帯数 | 人口  |
| -------- | ------ | ----- |
| 大字則松 | 67世帯 | 117人 |

### 人口の変遷
国勢調査による人口の推移。
| 1995年（平成7年）  | 973人   | [ 16 ] |  |
| 2000年（平成12年） | 1,045人 | [ 17 ] |  |
| 2005年（平成17年） | 1,106人 | [ 18 ] |  |
| 2010年（平成22年） | 1,063人 | [ 19 ] |  |
| 2015年（平成27年） | 457人   | [ 20 ] |  |
| 2020年（令和2年）  | 464人   | [ 21 ] |  |

### 世帯数の変遷
国勢調査による世帯数の推移。
| 1995年（平成7年）  | 226世帯 | [ 16 ] |  |
| 2000年（平成12年） | 230世帯 | [ 17 ] |  |
| 2005年（平成17年） | 238世帯 | [ 18 ] |  |
| 2010年（平成22年） | 243世帯 | [ 19 ] |  |
| 2015年（平成27年） | 38世帯  | [ 20 ] |  |
| 2020年（令和2年）  | 39世帯  | [ 21 ] |  |

## 学区
市立小・中学校に通う場合、学区は以下の通りとなる。
| 大字     | 番地 | 小学校               | 中学校               |
| -------- | ---- | -------------------- | -------------------- |
| 大字則松 | 全域 | 北九州市立則松小学校 | 北九州市立則松中学校 |

## 施設

### 医療施設
- 丘ノ規病院

### 寺社
- 毘沙門堂

### 公園
- 瀬板の森公園